# Hydraena ambiflagellata
Hydraena ambiflagellata är en skalbaggsart som beskrevs av Peter Zwick 1977. Hydraena ambiflagellata ingår i släktet Hydraena och familjen vattenbrynsbaggar. Inga underarter finns listade i Catalogue of Life.